# Список микропроцессоров Pentium
Intel Pentium.

## АрхитектураIntel P5

### Pentium
| Ядро      | Техпроцесс | Частота     | Кэш L1 | FSB       | Сокет    | Дата выпуска  |
| --------- | ---------- | ----------- | ------ | --------- | -------- | ------------- |
| P5        | 800 нм     | 60-66 МГц   | 16 КБ  | 60-66 МГц | Socket 4 | Март, 1993    |
| P54C      | 600 нм     | 75-120 МГц  | 16 КБ  | 50-66 МГц | Socket 5 | Октябрь, 1994 |
| P54CS     | 350 нм     | 133-200 МГц | 16 КБ  | 60-66 МГц | Socket 7 | Июнь, 1995    |
| P55C      | 350 нм     | 120-233 МГц | 32 КБ  | 60-66 МГц | Socket 7 | Март, 1995    |
| Tillamook | 250 нм     | 166-300 МГц | 32 КБ  | 66 МГц    | Socket 7 | Август, 1997  |

## АрхитектураIntel P6

### Pentium Pro
| Ядро | Техпроцесс | Частота     | Кэш L2      | FSB       | Сокет    | Дата выпуска |
| ---- | ---------- | ----------- | ----------- | --------- | -------- | ------------ |
| P6   | 500 нм     | 150 МГц     | 256 КБ      | 60-66 МГц | Socket 8 | Ноябрь, 1995 |
| P6   | 350 нм     | 166-200 МГц | 256 КБ-1 МБ | 60-66 МГц | Socket 8 |              |

### Pentium II
| Ядро      | Техпроцесс | Частота     | Кэш L2 | FSB        | Сокет  | Дата выпуска |
| --------- | ---------- | ----------- | ------ | ---------- | ------ | ------------ |
| Klamath   | 350 нм     | 233-300 МГц | 512 КБ | 66 МГц     | Slot 1 | Май, 1997    |
| Deschutes | 250 нм     | 266-450 МГц | 512 КБ | 66-100 МГц | Slot 1 | Январь, 1998 |
| Tonga     | 250 нм     | 233-300 МГц | 512 КБ | 66 МГц     | MMC-2  | Апрель, 1998 |
| Dixon     | 250 нм     | 266-366 МГц | 256 КБ | 66 МГц     | MMC-2  |              |

### Pentium III
| Ядро       | Техпроцесс | Частота       | Кэш L2 | FSB         | Сокет                           | Дата выпуска  |
| ---------- | ---------- | ------------- | ------ | ----------- | ------------------------------- | ------------- |
| Katmai     | 250 нм     | 450-600 МГц   | 512 КБ | 100-133 МГц | Slot 1                          | Февраль, 1999 |
| Coppermine | 180 нм     | 400-1 133 МГц | 256 КБ | 100-133 МГц | Slot 1, Socket 370, BGA2, µPGA2 | Октябрь, 1999 |
| Tualatin   | 130 нм     | 700-1 400 МГц | 512 КБ | 100-133 МГц | Socket 370, BGA2, µPGA2         |               |

### Pentium M
| Ядро   | Техпроцесс | Частота         | Кэш L1 | Кэш L2 | FSB         | Сокет      | Дата выпуска |
| ------ | ---------- | --------------- | ------ | ------ | ----------- | ---------- | ------------ |
| Banias | 130 нм     | 900-1 700 МГц   | 64 КБ  | 1 МБ   | 400 МГц     | Socket 479 | Март, 2003   |
| Dothan | 90 нм      | 1 000-2 260 МГц | 64 КБ  | 2 МБ   | 400-533 МГц | FC-uBGA    | Июнь, 2004   |

## Netburst

### Pentium 4
| Ядро        | Техпроцесс | Частота         | Кэш L2           | FSB          | Сокет               | Дата выпуска  |
| ----------- | ---------- | --------------- | ---------------- | ------------ | ------------------- | ------------- |
| Willamette  | 180 нм     | 1 300-2 000 МГц | 256 КБ           | 400 МГц      | Socket 423          | Январь, 2000  |
| Northwood   | 130 нм     | 1 400-3 060 МГц | 512 КБ           | 400-800 МГц  | Socket 478          | Январь,2002   |
| Gallatin    | 130 нм     | 3 200-3 460 МГц | 512 КБ + 2 МБ L3 | 800-1066 МГц | Socket 478, LGA 775 | Ноябрь, 2003  |
| Prescott    | 90 нм      | 2 400-3 800 МГц | 1 МБ             | 533-800 МГц  | Socket 478, LGA 775 | Февраль, 2004 |
| Prescott-2M | 90 нм      | 2 800-3 800 МГц | 2 МБ             | 800-1066 МГц | LGA 775             | Февраль, 2005 |
| Cedar Mill  | 65 нм      | 3 000-3 600 МГц | 2 МБ             | 800 МГц      | LGA 775             | Январь, 2006  |

### Pentium D
| Ядро          | Техпроцесс | Частота         | Кэш L2 | FSB         | Сокет          | Дата выпуска |
| ------------- | ---------- | --------------- | ------ | ----------- | -------------- | ------------ |
| Smithfield    | 90 нм      | 2 660-3 200 МГц | 2 МБ   | 533-800 МГц | Socket T (775) | Май, 2005    |
| Smithfield XE | 90 нм      | 3 200 МГц       | 2 МБ   | 800 МГц     | Socket T (775) | Май, 2005    |
| Presler       | 65 нм      | 2 800-3 600 МГц | 4 МБ   | 800 МГц     | Socket T (775) | Январь, 2006 |
| Presler XE    | 65 нм      | 3 460-3 730 МГц | 4 МБ   | 1066 МГц    | Socket T (775) | Январь, 2006 |

## АрхитектураIntel Core

### Pentium Dual-Core
| Ядро        | Техпроцесс | Частота         | Кэш L1 | Кэш L2 | FSB         | Сокет      | Дата выпуска |
| ----------- | ---------- | --------------- | ------ | ------ | ----------- | ---------- | ------------ |
| Yonah       | 65 нм      | 1 600-1 860 МГц | 64 КБ  | 1 МБ   | 533 МГц     | Socket M   | Январь, 2007 |
| Merom-2M    | 65 нм      | 1 460-2 160 МГц | 64 КБ  | 1 МБ   | 533-667 MHz | Socket P   | Q4, 2007     |
| Allendale   | 65 нм      | 1 600-2 400 МГц | 64 КБ  | 1 МБ   | 800 MHz     | Socket 775 | Июнь, 2007   |
| Wolfdale-3M | 45 нм      | 2 200-2 700 МГц | 64 КБ  | 2 МБ   | 800 MHz     | Socket 775 | Август, 2008 |

### Pentium
| Ядро           | Техпроцесс | Частота         | Кэш L1 | Кэш L2 | FSB      | Сокет      | Дата выпуска   |
| -------------- | ---------- | --------------- | ------ | ------ | -------- | ---------- | -------------- |
| Wolfdale-3M    | 45 нм      | 2 800-3 060 МГц | 64 КБ  | 2 Мб   | 1066 МГц | Socket 775 | Май, 2009      |
| Penryn-3M      | 45 нм      | 2 000-2 300 МГц | 64 КБ  | 1 МБ   | 800 MHz  | Socket P   | Январь, 2009   |
| Penryn-3M ULV  | 45 нм      | 1 300-1 500 МГц | 64 КБ  | 2 МБ   | 800 MHz  | BGA 956    | Сентябрь, 2009 |
| Penryn-L ULV 1 | 45 нм      | 1 300-1 400 МГц | 64 КБ  | 2 МБ   | 800 MHz  | BGA 956    | Май, 2009      |

## Замечания
Note 1:Эти процессоры с одним ядром.